# Kujawsko-Pomorska Chorągiew Harcerzy ZHR
Kujawsko-Pomorska Chorągiew Harcerzy ZHR – jednostka terytorialna Organizacji Harcerzy ZHR. Powstała 28 kwietnia 1999 roku. Zrzesza hufce i związek drużyn działające na terenie województwa kujawsko-pomorskiego.

## Hufce
- Inowrocławski Związek Drużyn Harcerzy
- Kujawski Hufiec Harcerzy
- Bydgoski Hufiec Harcerzy
- Toruński Związek Drużyn Harcerzy

## Komendanci Kujawsko-Pomorskiej Chorągwi Harcerzy ZHR
- hm. Andrzej Jaworski (28 kwietnia 1999 – 13 kwietnia 2002)
- (p.o.) phm. Włodzimierz Kozłowski (13 kwietnia 2002 – 1 października 2005)
- hm. Witold Szady (1 października 2005 – 21 marca 2010)
- (p.o.) phm. Krystian Wochna (21 marca 2010 – 26 marca 2011)
- (p.o.) phm. Witold Dobrzyński (26 marca 2011 – 24 marca 2012)
- (p.o.) phm. Krzysztof Rachut (24 marca 2012 – 28 września 2013 )
- hm. Wojciech Smolak (28 września 2013 – 3 marca 2018)
- hm. Robert Gębara (3 marca 2018 - 12 marca 2020)
- (p.o.) phm. Paweł Pankiewicz (12 marca 2020 - nadal)